# 斯利夫尼齊亞 (舊桑博爾區)
49°30′26″N 22°52′9″E / 49.50722°N 22.86917°E
斯利夫尼齊亞（烏克蘭語：Сливниця），是烏克蘭西部的村莊，隸屬利維夫州的桑比爾區。該村面積0.02平方公里，海拔高度454米，2001年人口169，人口密度每平方公里8,047.62人。